# 394 до н. е.

## Події
- В ході Коринфської війни у морському бою поблизу міста Кніда об'єднані фінікійський, кілікійський та кіпріотський флоти, які були на службі у персів, перемогли спартанський флот.
- Битва при Коронеї, перемога Агесілая.
- Початок війни пунійців із Сицилією.
- Скасування Олімпійських змагань.
- Військовий трибун Гай Емілій Мамерцин.
- Ефес переходить від персів на бік афінян.
- Початок подорожі Платона в Південну Італію і Сицилію.
- Війна Риму з еквами.

## Померли
- Дунвало Молмутський — міфічний король Британії.
- Аероп — цар Македонії.
- Гілід — спартанський полемарх.